# Cryptostephanus
Cryptostephanus Welw. ex Baker – rodzaj roślin z rodziny amarylkowatych, obejmujący trzy gatunki występujące naturalnie w południowej Afryce, na obszarze Angoli, Mozambiku, Namibii, Kenii, Tanzanii i Zimbabwe.
Nazwa naukowa rodzaju pochodzi od greckiego słów κρυπτός (kryptos – ukryty) i στεφάνι (stephani – korona) i odnosi się do częściowo ukrytego, podobnego do korony, przykoronka obecnego w kwiatach tych roślin.

## Morfologia

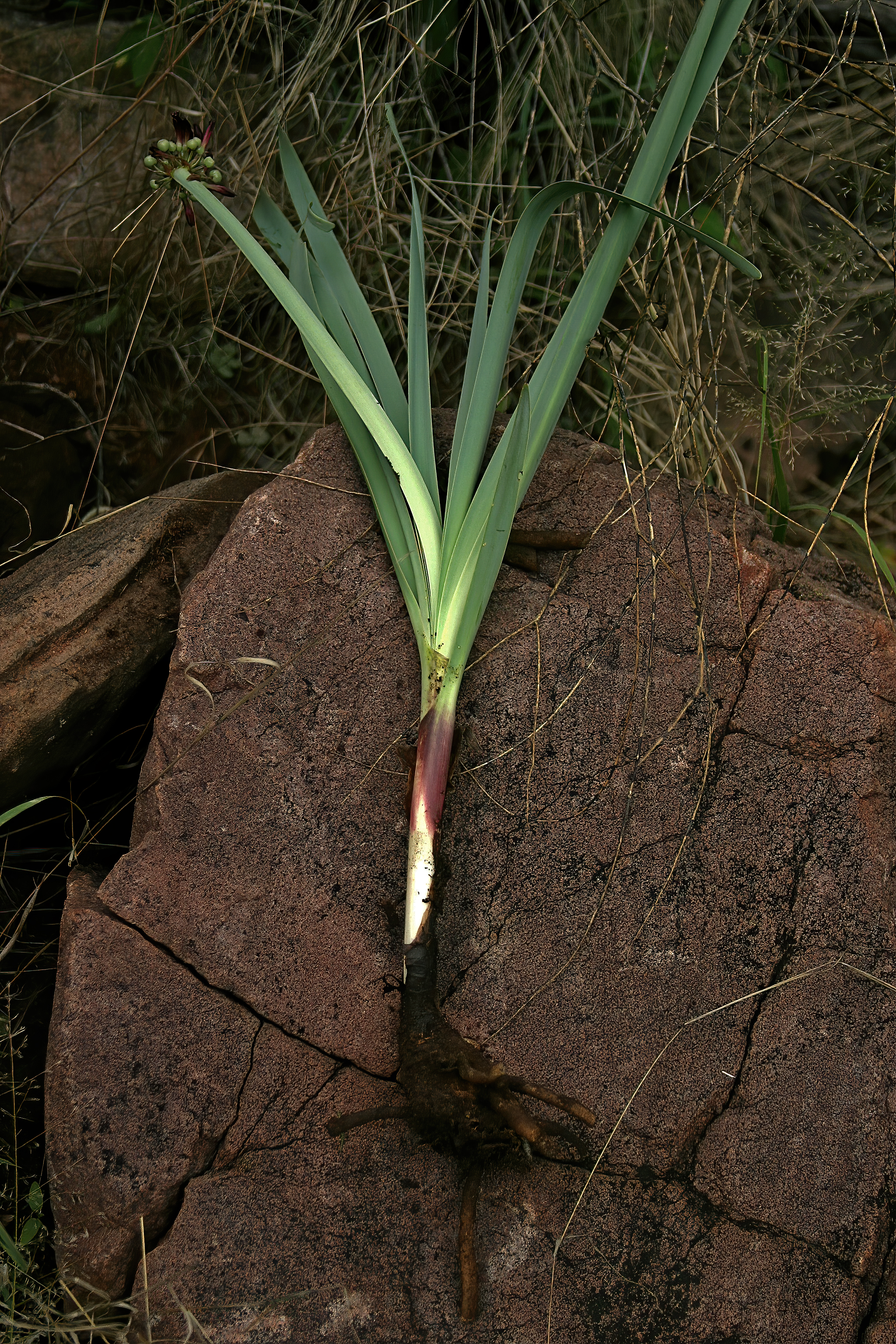
Cryptostephanus densiflorus

PokrójWieloletnie rośliny zielne, rosnące pojedynczo lub tworzące kępy.
PędKrótkie kłącze z wieloma mięsistymi korzeniami, które u C. haemanthoides są w dolnej części bulwiaste.
LiścieSiedzące, trwałe, taśmowate, często skręcone, tępe, wyrastające w dwóch przeciwległych rzędach z nibyłodygi, zimozielone (C. vansonii) albo występujące jedynie w okresie lata (C. densiflorus, C. haemanthoides).
KwiatyMałe, zebrane w gęsty baldach wsparty wolnymi podsadkami, wyrastający na spłaszczonym, wąsko oskrzydlonym głąbiku. Listki okwiatu białe, jasnoróżowe, brązowawe lub purpurowokasztanowe, zrośnięte u nasady w cylindryczną lub lejkowatą rurkę, powyżej, na długości krótszej od rurki, wolne, jajowate lub podługowate. Przykoronek zbudowany z 6 lub 12 wąskich przydatków, osadzonych u nasady każdego listka okwiatu. Pręciki wolne, ukryte wewnątrz rurki okwiatu lub nieco wystające. Zalążnia dolna, kulista, trójkomorowa, z licznymi zalążkami, wzniesiona. Szyjka słupka nitkowata, biała, znamię spłaszczone, główkowate.
OwoceOkrągłe, błyszczące lub matowe, jasnoczerwone lub różowawoczerwone, mięsiste jagody, zawierające twarde, białe, mięsiste nasiona.

## Biologia

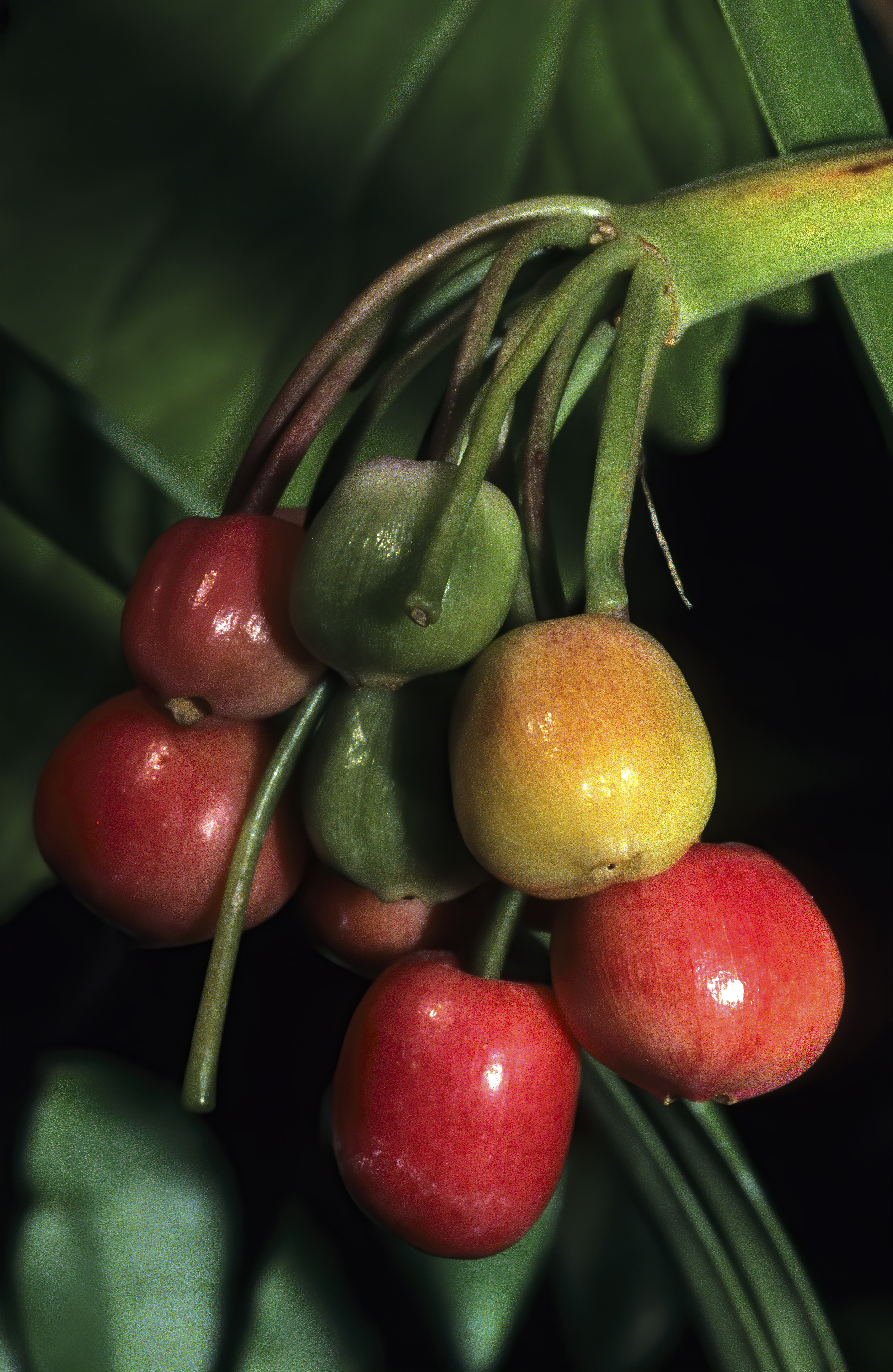
Owoce Cryptostephanus vansonii

RozwójGeofity ryzomowe. Cryptostephanus densiflorus i C. haemanthoides to rośliny rosnące latem i pozostające w stanie spoczynku zimą, natomiast C. vansonii jest wiecznie zielony. Rośliny kwitną od października do marca. Kwiaty tych roślin są samopylne, krótkotrwałe. Mięsiste owoce dojrzewają do dziewięciu miesięcy i prawdopodobnie są zjadane i rozprzestrzeniane przez ptaki i małpy.
Zasięg występowania i siedliskoC. densiflorus występuje w Kaokoveld w Namibii i Angoli. Rośnie pojedynczo lub w małych grupach w lasach liściastych, na polanach, w pełnym słońcu, zwykle na piaszczystych glebach między skałami. C. vansonii występuje endemicznie na wschodnich wyżynach Zimbabwe w chłodnych, wilgotnych lasach gór Vumba i Chimanimani oraz w lasach zachodniego Mozambiku. Rośnie w skupiskach w rozkładającej się ściółce liściowej wśród skał na dnie lasu, w głębokim cieniu. C. haemanthoides jest gatunkiem najbardziej rozpowszechnionym. Występuje w południowej Kenii, jest szeroko rozpowszechniony w całej Tanzanii, a także w południowo-zachodniej Angoli. Jego siedliska obejmują zbiorowiska trawiaste w pełnym słońcu, na glebach piaszczystych lub gliniastych, a także w półcieniu na skalistych zboczach w pobliżu rzek i w zalesionych wąwozach, zwykle między lub czasami na granitowych głazach (litofit).

## Systematyka
Pozycja systematycznaRodzaj z plemienia Haemantheae, podrodziny amarylkowych Amaryllidoideae z rodziny amarylkowatych Amaryllidaceae.
Wykaz gatunków
- Cryptostephanus densiflorus Welw. ex Baker
- Cryptostephanus haemanthoides Pax
- Cryptostephanus vansonii I.Verd.